# Maurizio Andolfi
Maurizio Andolfi (Roma, 28 novembre 1942) è uno psichiatra italiano, pioniere della terapia familiare in Europa.
Formatosi negli anni ’70 negli Stati Uniti, a stretto contatto con i maggiori esponenti internazionali della terapia familiare, ha sviluppato un proprio modello di terapia multigenerazionale, che attribuisce centralità al ruolo dei bambini, definiti veri e propri consulenti nel percorso di psicoterapia. Fondamentali anche i suoi contributi su tematiche rilevanti quali l’uso del sé del terapeuta, gli handicap professionali e l’autenticità in terapia. È fondatore e direttore della Accademia di psicoterapia della famiglia e del suo network internazionale, la Family Therapy Academy. Inoltre, Andolfi è membro fondatore della European Family Therapy Association (EFTA), della Società Italiana di Psicologia e Psicoterapia Relazionale (SIPPR) e della Rete Italiana Terapeuti Familiare (RIPFA); è membro clinico dell'Australian Association of Family Therapy; è membro onorario dell'Asian Academy of Family therapy e della World Social Psychiatry Association.

## Biografia
Secondo di tre figli, nasce nel pieno della Seconda guerra mondiale e conosce il padre solo all’età di tre anni, quando rientra dalla Corsica, fronte su cui era impegnato come soldato. Trascorre l’infanzia e l’adolescenza a Roma, in un contesto familiare e sociale caratterizzato da grande povertà ma anche da forte solidarietà.
Terminati gli studi superiori, si iscrive all’Università La Sapienza di Roma, scegliendo la facoltà di Medicina e Chirurgia. Si laurea nel 1967 e successivamente si iscrive e completa la specializzazione in Neuropsichiatria infantile presso lo stesso Ateneo. Durante la specializzazione inizia le sue prime esperienze di terapia familiare, arrivando ad incontrare, a New York, nel 1970, Nathan Ackerman, padre fondatore di questo approccio. Un incontro determinante, che lo porta a scegliere di lasciare l’Italia ed emigrare negli Stati Uniti.
Nel 1972, quindi, si trasferisce a vivere a New York ed inizia un’importante serie di esperienze di studio e formazione che lo mettono in contatto con alcuni dei più importanti psichiatri e psicoterapeuti internazionali, come Salvador Minuchin, Jay Haley, Helen De Rosis, Carl Whitaker e Murray Bowen.
Vincitore di un Fellowship in Psichiatria Sociale e di Comunità presso l'Albert Einstein College of Medicine di New York, svolge una ricerca da una prospettiva sistemica di due anni sul comportamento violento degli studenti neri e portoricani delle scuole medie del South Bronx. Riveste anche il ruolo di terapeuta familiare affiliato presso lo stesso College, oltre che presso la Philadelphia Child Guidance Clinic. Infine, frequenta la Scuola in psicoanalisi presso il Karen Horney Institute di New York, dove svolge la sua psicoanalisi personale (con la Dr.ssa Helen DeRosis), la Madison University nel Wisconsin e la Georgetown University in Washington D.C.
Nel 1975, torna in Italia, portando con sé le idee seminali apprese negli USA e diventando uno dei primi, in Europa, insieme a Mara Selvini Palazzoli, ad avviare lo sviluppo della terapia familiare. Sempre nel 1975, fonda l'Istituto di Terapia Familiare di via Reno, con i colleghi Carmine Saccu, Paolo Menghi e Anna Maria Nicolò. Sono gli anni in cui le sue elaborazioni principali si strutturano e si diffondono e in cui viene sperimentato il lavoro sugli handicap professionali. Nel 1977 fonda la rivista Terapia Familiare, nel cui Comitato di Redazione siedono i direttori delle principali scuole di terapia familiare italiane.
Per i 40 anni successivi, Maurizio Andolfi affianca al lavoro di studio e di ricerca e a quello come terapista anche l’impegno come professore e formatore, ricoprendo il ruolo di professore Ordinario presso il Dip. di Psicologia Clinica e Dinamica dell'Università La Sapienza di Roma, tornando negli Stati Uniti come Visiting Professor presso l'Hahnemann Medical College di Filadelfia (sotto la direzione di Israel Zwerling), tenendo corsi e seminari in tutto il mondo.
Nel 1993 fonda l’Accademia di Psicoterapia della Famiglia, riconosciuta come Scuola di Specializzazione per psicoterapeuti dal Ministero italiano dell’Istruzione, dell’Università e della Ricerca. Nell’arco di 30 anni, l’Accademia diventa un punto di riferimento a livello mondiale nello studio della famiglia sul piano relazionale sistemico e oggi può contare su numerose sedi in tutta Italia e ha all’attivo l’organizzazione di oltre 60 convegni di studio. All’Accademia si affianca anche un Polo Clinico che offre servizi di psicoterapia a costo moderato per le più importanti problematiche familiari e di coppia. 
Nel 2012, Maurizio Andolfi si trasferisce con tutta la famiglia in Australia, nazione che ha avuto modo di conoscere già nel 2007, durante un anno sabatico in cui è stato Visiting Fellow presso la Edith Cowan University di Perth, WA e presso la Cook University Cairns, Queensland. Il trasferimento avviene subito dopo il riconoscimento, tributatogli dal Governo australiano, del titolo di Distinguish Talent, che gli permette di avere da subito la residenza nel paese.
Vivendo a Perth, introduce in Australia il suo modello di terapia e di formazione, fondando il Perth Circle for the advancement to family therapy in Western Australia e conducendo programmi di formazione in tutto il continente. In questo periodo, Andolfi viene spesso invitato a svolgere dei seminari nel sud est asiatico (Tapei, Kuala Lumpur, Hong Kong), organizzando un Diploma in terapia familiare a Kuala Lumpur in Malesia, dove, nel 2021, viene anche inaugurato l'Andolfi Family Therapy Center. Ma è tutta l’attività internazionale ad essere molto intensa. Andolfi, infatti, tiene molti corsi di formazione in presenza o on line nella Repubblica Dominicana, in Francia, Belgio, Paesi Bassi e Messico.

## Contributo alla psicoterapia
Andolfi ha sviluppato un modello originale di Terapia Familiare Multigenerazionale, rivelando i limiti del modello medico nel trattamento dei problemi mentali e relazionali. In particolare, ha sottolineato l'importanza di includere le scienze umane (psicologia, filosofia, cultura, arte, tradizione, spiritualità, ecc.) nella formazione dei terapeuti come nella comprensione di traumi, lutti familiari e disturbi di varia natura presenti nei bambini come negli adolescenti e infine nelle relazioni conflittuali di coppia.
Nell'osservazione della famiglia plurigenerazionale, Andolfi ha attribuito un ruolo importante al sottosistema dei figli, che vengono impegnati in terapia come significativi ponti relazionali nel dialogo/scontro tra generazioni. Questo ruolo attivo dei bambini e degli adolescenti in terapia, soprattutto quando portatori di comportamenti sintomatici, è l'aspetto più innovativo dell'esperienza clinica di Andolfi e del modello da lui proposto. La cura, quindi, consiste nel ripercorrere insieme la storia evolutiva della famiglia, ricucire le ferite ancora aperte e sanare i legami affettivi spezzati. Il problema presentato da un figlio diventa una porta di accesso al mondo della famiglia e il paziente una guida privilegiata nell’esplorazione dei legami familiari.
Utilizzando la stessa lente multigenerazionale, e seguendo le idee seminali di Murray Bowen e James Framo, Andolfi descrive la terapia di coppia intergenerazionale come uno spazio familiare aperto e inclusivo dove la famiglia d'origine di ciascun partner e i loro figli sono simbolicamente presenti e possono essere invitati in sedute ad hoc come consulenti speciali del terapeuta. Queste risorse familiari possono aiutare le coppie in crisi a riscoprire la fiducia reciproca, il rispetto e l’intimità.
Altri ambiti di indagine su cui Andolfi ha dato un contributo originale sono quelli dell'uso del sé del terapeuta e degli handicap professionali e della ricerca dell'autenticità nella terapia, elaborati all’interno dell’Andolfi International Network nell’arco di 40 anni.

## Scritti
- Andolfi M., Family therapy, an interactional approach, Plenum Press, New York, 1979.
- Andolfi M., Zwerling I., Dimensions of family therapy, Guilford Press, New York, 1980.
- Andolfi M., Angelo C., Menghi P., Nicolò-Corigliano A.M., Behind the family mask: therapeutic change in rigid family systems, Brunner/Mazel, New York, 1983.
- Andolfi M., Angelo C., de Nichilo M., The myth of Atlas: families and therapeutic story, Brunner/Mazel, New York, 1989.
- Andolfi M., Haber R., Please help me with this family, Brunner/Mazel, New York, 1994.
- Andolfi M., Calderon de la Barca L., The Oaxaca Book, A.P.F., Roma, 2008.
- Andolfi M., Multigenerational family therapy, Routledge, UK, 2017.
- Andolfi M., Mascellani A., Intergenerational couple therapy, Accademia Press, Roma, 2021.
- Andolfi M., The Gift of Truth, Accademia Press, Roma, 2022.
- Andolfi., Mascellani, A. Teen voices, Accademia Press 2023.